# Beaupont
Beaupont település Franciaországban, Ain megyében. Lakosainak száma 717 fő (2022. január 1.). Beaupont Cormoz, Domsure, Pirajoux, Condal és Varennes-Saint-Sauveur községekkel határos.

## Népesség
A település népességének változása:
| Lakosok száma | 575  | 415  | 492  | 624  | 677  | 678  | 685  | 687  | 683  | 717  |
|               | 1968 | 1982 | 1999 | 2010 | 2013 | 2014 | 2016 | 2018 | 2020 | 2022 |